# أبو يحيى ابن عاصم
أبو يحيى محمد بن أبي بكر محمد بن محمد القيسي الغرناطي يعرف عمومًا بـأبو يحيى ابن عاصم (ق. 1388 - 1456 م) (ق. 790 - 860 هـ) فقيه مالكي وقاضي وناثر وشاعر أندلسي. ولد في غرناطة عاصمة مملكة غرناطة. اتصل بحكام بنو نصر وتولّى اثنتي عشرة منصبًا من مناصب الدولة والديانة. عيّن قاضي القضاة في غرناطة سنة 1434. كان من الفقهاء البارزين في عصره، ومشاركًا في عدد من العلوم الإسلامية كما اهتم بالأدب وله ترسّلات وشعر.

## سيرته
هو أبو يحيى محمد بن محمد بن محمد بن محمد بن محمد بن عاصم القيسي الغرناطي. والده هو ابن عاصم الغرناطي، الذي كان له أخٌ اسمه أبو يحيى محمّد بن عاصم، وابنٌ اسمه أيضًا أبو يحيى محمد بن عاصم. 

ولد حوالي 790 هـ/ 1388 م، وأخذ عن شيوخ عصره، منهم: أبو الحسن بن سمعة الأندلسي، وأبو القاسم بن السراج الغرناطي، وأبو عبد الله المنتوري، وأبو عبد الله البيّاني وأبو جعفر بن أبي القاسم السبتي. 

وكان كثير النشاط، فقد تولّى اثنتي عشرة منصبًا من مناصب الدولة بمملكة غرناطة، منها الإمامة والخطابة ومنها الوزارة والكتابة. وقد كان قاضي الجماعة، أو قاضي القضاة في غرناطة. وكان تولّيه القضاء سنة 838 هـ/ 1434 م.

توفي أبي يحيى بن أبي بكر بن عاصم سنة 860 هـ/ 1456 م في الأغلب وقيل ذبيحًا بيد السلطان أبو نصر سعد بن علي. 

## مهنته وأدبه
كان أبو يحيى بن عاصم من الفقهاء والعلماء البارزين، وحافظًا للحديث، خطيبًا ومشاركًا في عدد من العلوم الإسلامية، كما كما مصنّفًا وكان ينعت بابن الخطيب الثاني. وله ترسّلات وشعر. وفي الأدب،‌ هو أديبٌ كثير التصنيع والتكلّف في الشعر والنثر، «فربمّا نَظَم القصيدةَ فَبناها على نَمَطٍ يُمكِنُ أن يَخرُجَ به منها عددٌ من القصائد والمُوشّحات. وكذلك كانتِ الأسجاع في نثره تتوالى على نسقٍ وتتردّدُ تردُّدًا يُذكِّرنا بالموشحات أيضًا.»
ومن نثره ما كتبه إلى أبو القاسم بن طركاط:

## آثاره
من مؤلفاته:
- شرح تحفة الحكام في نكت العقود والأحكام، لأبيه
- «جنّة الرضا في التسليم لما قدّر الله وقضى»، عن سقوط الأندلس
- «الروضُ الأريض في تراجم ذوي السيوف والأقلام والقَريض»، في عدة أجزاء، ذيل للإحاطة في أخبار غرناطة